# アラゲジリス属
アラゲジリス属 (Xerus) は、ネズミ目（齧歯目）リス科に属する属。
アフリカに分布するジリスの仲間で、4種からなる。

## 生態

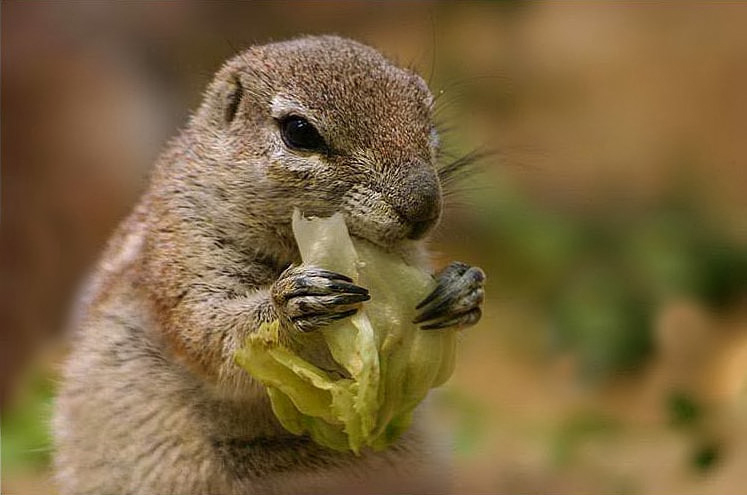
アラゲジリス

開けた林地、草地、岩の多い地域に生息する。昼行性で、地上性。地面に巣穴を掘って暮らす。北米のプレーリードッグに類似したコロニーで生活し、行動も似ている。冬眠はしない。
食性は主に草食性で、根、種子、果実、さや、穀類、昆虫、小型の脊椎動物、鳥の卵などを食べる。
ケープアラゲジリスの繁殖は非同時性で、繁殖に明確な終わりや時期はなく、7月から10月までの数か月間、非常にわずかな子どもの姿が地上で見られる。懐胎期は48日間、52日で離乳する。1回の出産で1-3頭が生まれる。メスは生後10か月、オスは生後8か月で性成熟する。メスは1年を通して出産する能力があるが、年に1回以上出産するのは10パーセント以下である。
ケープアラゲジリスは大変社会的で、メス1-3頭、オス2-3頭の集団で生活する。時折、何頭かの大人になりかけ（亜成体）のメスがいる集団では、オスの頭数は9頭にまで増える。成熟したオスは彼ら自身の集団を形成する傾向にあり、1集団あたり19-20頭になる。これらの集団はバンドと呼ばれる。
一般的に、ほとんどの哺乳類においてはメスを得るために極端に厳しい競争が存在するものであるにもかかわらず、非常に驚くべきことに、彼らの縄張りは他の集団と共有されている。これは集団で生活する本能によって、競争による繁殖機会の不利益を得る代わりに、捕食者からの生存機会を得ているのである。

## 分類
和名および分布は、マクドナルド (1986, p. 157)による。
- アカアシアラゲジリス Xerus erythropus - モロッコ、セネガルからケニア
- ケープアラゲジリス Xerus inauris - ザンベジ川以南の南アフリカ
- シマオアラゲジリス Xerus princeps - ナミビア、アンゴラ
- アラゲジリス Xerus rutilus - エチオピアからタンザニア北部